# Vicepresidente degli Stati Uniti d'America
Il Vicepresidente degli Stati Uniti d'America (in inglese: Vice President of the United States of America; sigla: VPOTUS) è il primo nella linea di successione presidenziale e viene eletto congiuntamente al presidente per un mandato di quattro anni.
Assieme al Presidente, il Vicepresidente è eletto contemporaneamente in via indiretta attraverso il Collegio Elettorale ma i voti vengono espressi separatamente per le due cariche. Con l'approvazione del XXV emendamento nel 1967 in caso di vacanza della carica di vicepresidente al presidente spetta la nuova nomina di colui che ricoprirà il ruolo, il quale però prima di assumere le funzioni deve essere confermato da entrambe le camere del Congresso.

Il Vicepresidente attualmente in carica è il repubblicano J. D. Vance.

Lo stendardo del Vicepresidente degli Stati Uniti.

## Storia

### La convenzione di Filadelfia e l'ipotesi del campanilismo presidenziale

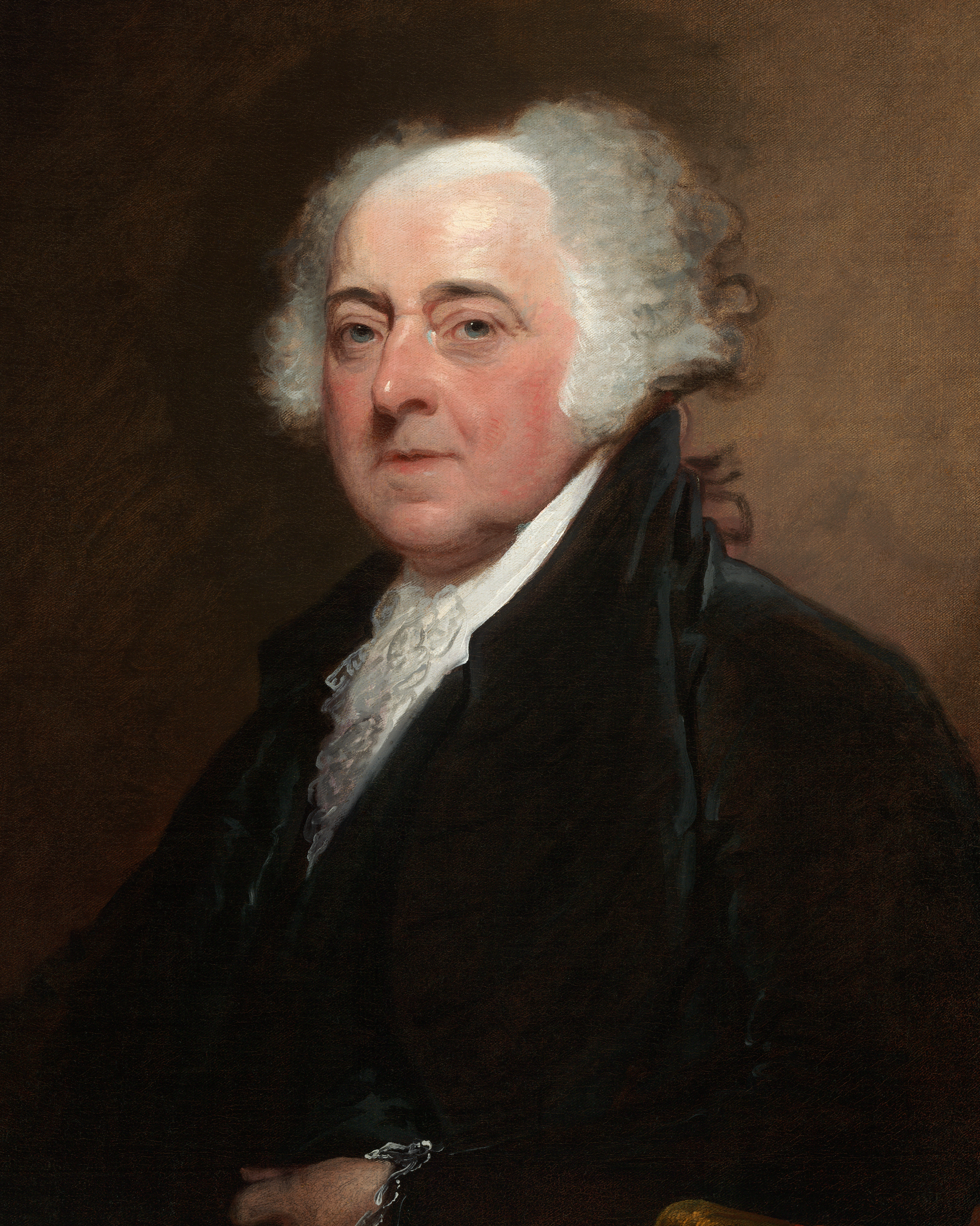
John Adams, primo vicepresidente degli Stati Uniti d'America (1789-1797)

Nessuna menzione di un vicepresidente fu fatta alla convenzione riunitasi a Filadelfia dal 25 maggio al 17 settembre 1787 fino alla fine e la Convenzione approvò di riformare completamente le istituzioni confederali e i delegati presenti depositarono le loro proposte in merito al nuovo assetto costituzionale.
Successivamente però quando i delegati si resero conto che la lealtà degli elettori verso il proprio stato federato superava la lealtà verso la nuova federazione chiesero agli elettori di votare per due candidati, almeno uno dei quali doveva essere esterno allo stato dell'elettore, credendo che il secondo voto sarebbe stato espresso per un candidato di carattere nazionale. Inoltre, per evitare la possibilità che gli elettori potessero votare strategicamente i loro secondi voti, fu specificato che il primo classificato sarebbe diventato vicepresidente.
Il metodo per eleggere il presidente e il vicepresidente venne specificato nell'articolo II della Costituzione. A ogni elettore era consentito votare per due persone per la carica di Presidente (piuttosto che per entrambi, presidente e vicepresidente), ma non poteva distinguere tra la sua prima e seconda scelta per la presidenza. La persona che riceveva il maggior numero di voti elettorali sarebbe stata Presidente, mentre l'individuo che riceveva il secondo maggior numero di voti diventava Vicepresidente. In caso di parità per il primo o il secondo posto, o se nessuno otteneva la maggioranza dei voti, il presidente e il vicepresidente sarebbero stati selezionati tramite protocolli di elezioni contingenti stabiliti nella clausola.

### I primi vicepresidenti e la riforma del XII emendamento
I primi due vicepresidenti, John Adams e Thomas Jefferson, entrambi vincitori della carica in quanto secondi classificati nelle elezioni presidenziali, presiedevano regolarmente i lavori del Senato e contribuirono molto a plasmare il ruolo del Presidente del Senato. Diversi vicepresidenti del XIX secolo, come George Dallas, Levi Morton e Garret Hobart, seguirono il loro esempio e lo guidarono in modo efficace, mentre altri erano raramente presenti.
L'emergere di partiti politici e delle campagne elettorali coordinate a livello nazionale durante gli anni '90 del Settecento (che i Padri Fondatori non avevano contemplato) mise in crisi rapidamente il piano elettorale della Costituzione originale. Nelle elezioni presidenziali del 1796, il candidato federalista John Adams vinse la presidenza, ma il suo acerrimo rivale, il candidato democratico-repubblicano Thomas Jefferson, arrivò secondo e vinse quindi la vicepresidenza; di conseguenza, il presidente e il vicepresidente appartenevano a partiti opposti e Jefferson usò la vicepresidenza per attaccare le politiche del presidente. Poi, quattro anni dopo, nelle elezioni del 1800, Jefferson e il collega democratico-repubblicano Aron Burr ricevettero ciascuno 73 voti elettorali e nel ballottaggio alla Camera, Jefferson vinse finalmente la presidenza, lasciando a Burr la vicepresidenza. In seguito, il sistema fu revisionato attraverso il XII emendamento per essere poi utilizzato nelle elezioni del 1804.

## Poteri e funzioni

### Presidente del Senato
Presiedendo il Senato il vicepresidente è responsabile del mantenimento dell'ordine e del decoro, del riconoscimento dei membri che possono parlare e dell'interpretazione delle regole, delle pratiche e dei precedenti del Senato con diritto di voto in caso di parità.

#### Presiedere allo spoglio dei voti elettorali
Il XII emendamento prevede che il vicepresidente, in qualità di presidente del Senato riceva i voti del Collegio Elettorale e poi, alla presenza del Senato e della Camera dei rappresentanti, apra le votazioni. I voti vengono poi conteggiati dal Congresso durante una sessione congiunta in conformità con le procedure aggiuntive prescritte dall'Electoral Count Act e modificate dall'Electoral Count Reform and Presidential Transition Improvement Act. Il primo specifica che il presidente del Senato presiede la sessione congiunta, e il secondo chiarisce il ruolo esclusivamente ministeriale che il presidente del Senato svolge nel processo.

#### Presiedere ai processi di impeachment
Nella sua veste di presidente del Senato, il vicepresidente può presiedere la maggior parte dei processi di impeachment, sebbene la Costituzione non lo richieda espressamente. Tuttavia, ogni volta che il presidente degli Stati Uniti è sotto processo, la Costituzione richiede che il presidente della Corte Suprema degli Stati Uniti debba presiedere. Questa clausola è stata concepita per evitare il possibile conflitto di interessi nel far presiedere al vicepresidente il processo per la rimozione dell'unico funzionario che si frappone tra loro e la presidenza. Al contrario, la Costituzione non dice quale funzionario federale presiederebbe se il vicepresidente fosse sotto processo da parte del Senato. Nessun vicepresidente è mai stato messo sotto accusa, lasciando quindi poco chiaro se un vicepresidente messo sotto accusa potrebbe, in quanto presidente del Senato, presiedere il proprio processo di impeachment.

### Presidente facente funzioni
Svolge le funzioni di presidente in qualsiasi caso il presidente ne sia impedito delegandogli temporaneamente le sue funzioni in caso di una prevista e limitata indisponibilità (ad esempio in caso di intervento chirurgico). Essendo quindi un potenziale presidente, la Costituzione prevede che i candidati alla vicepresidenza debbano avere gli stessi requisiti necessari per la carica di presidente. A differenza del presidente però il vicepresidente non è soggetto al limite dei due mandati.

### Successore in caso di morte del presidente

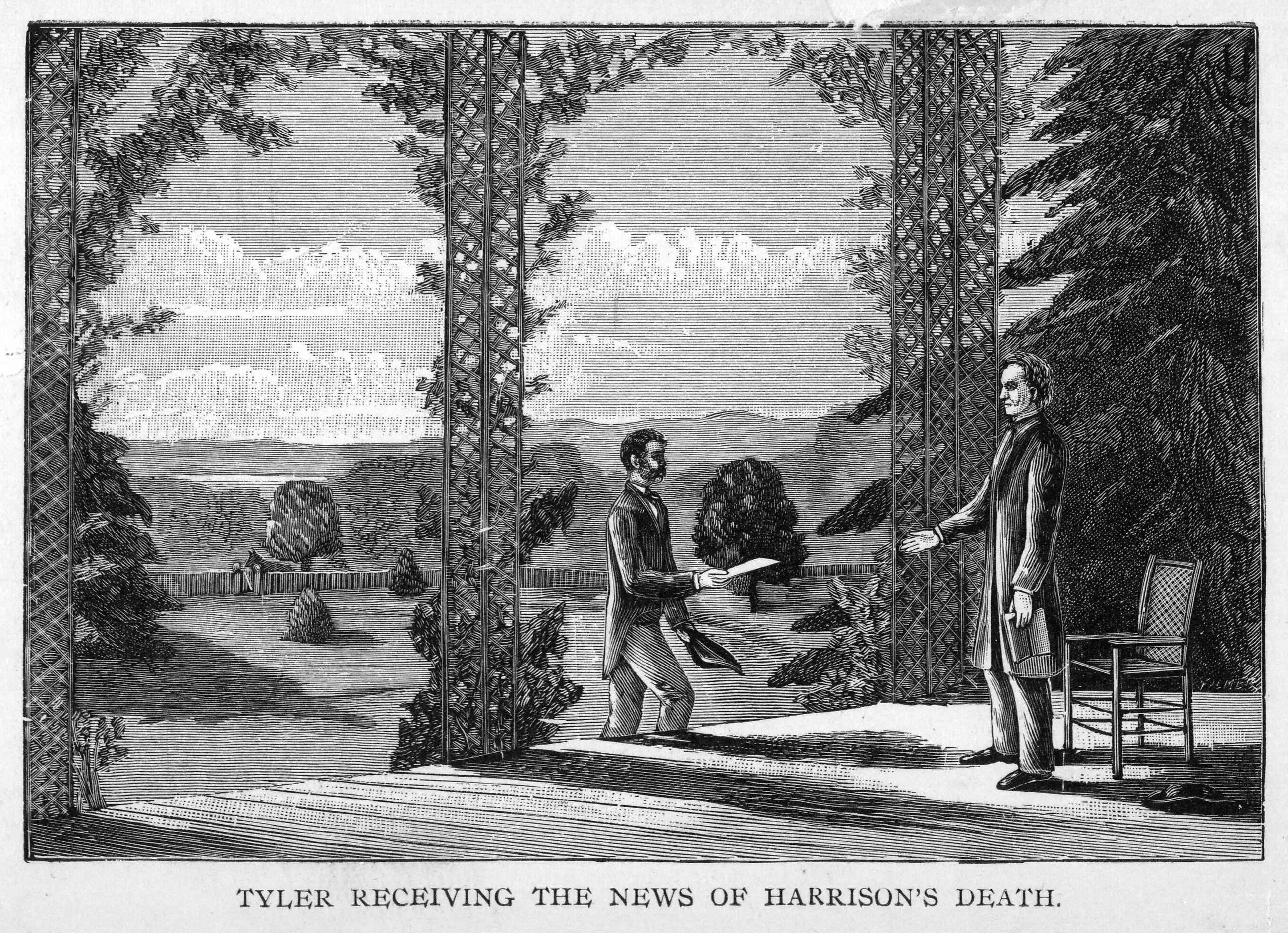
Illustrazione del 1888 di John Tyler che riceve la notizia della morte del presidente William Henry Harrison dal capo impiegato del Dipartimento di Stato Fletcher

L'articolo II della Costituzione stabilisce che il vicepresidente assume i "poteri e doveri" della presidenza in caso di rimozione, morte, dimissioni o incapacità totale e permanente del presidente. Tuttavia, non è stato chiaramente stabilito se il vicepresidente diventasse presidente o agisse semplicemente come presidente in caso di successione. I verbali del dibattito della Convenzione del 1787, insieme ai successivi scritti di vari partecipanti sull'argomento, mostrano che i redattori intendevano che il vicepresidente esercitasse temporaneamente i poteri e i doveri dell'ufficio in caso di morte, disabilità o rimozione del presidente, ma non diventasse effettivamente presidente degli Stati Uniti a pieno titolo.
Questa comprensione fu messa alla prova per la prima volta nel 1841, dopo la morte del presidente William Henry Harrison, a soli 31 giorni dal suo mandato. Il vicepresidente di Harrison, John Tyler, affermò che, in base alla Costituzione, era succeduto alla presidenza, non solo ai suoi poteri e doveri. Giurò quindi come presidente e assunse pieni poteri presidenziali, rifiutandosi di riconoscere i documenti che si riferivano a lui come "presidente facente funzione". Sebbene alcuni al Congresso denunciassero la richiesta di Tyler come una violazione della Costituzione, egli rimase della sua posizione, e alla fine la sua opinione prevalse poiché sia il Senato che la Camera votarono per riconoscerlo come presidente.
Con il "precedente Tyler" questo è stato codificato attraverso il XXV emendamento nel 1967.

## Curiosità

### In carica sotto presidenti diversi
- George Clinton sotto Thomas Jefferson e James Madison.
- John C. Calhoun sotto John Quincy Adams e Andrew Jackson.

### Morti mentre erano in carica
- George Clinton nel 1812.
- Elbridge Gerry nel 1814.
- William R. King nel 1853.
- Henry Wilson nel 1875.
- Thomas Hendricks nel 1885.
- Garret Hobart nel 1899.
- James S. Sherman nel 1912.

### Dimessisi prima delle scadenze dei mandati
- John C. Calhoun si dimise nel 1832 per sedere al Senato.
- Spiro Agnew si dimise nel 1973 per difendersi nella causa in cui venne accusato di corruzione durante il suo mandato di governatore del Maryland.

### Succeduti ai propri presidenti quando erano in carica
1. John Tyler divenne presidente quando William Harrison morì. Scelse di non concorrere per l'elezione.
2. Millard Fillmore divenne presidente quando Zachary Taylor morì. Scelse di non concorrere per l'elezione, anche se quattro anni dopo lo fece perdendo.
3. Andrew Johnson divenne presidente quando Abraham Lincoln fu assassinato. Scelse di non concorrere per l'elezione.
4. Chester Arthur divenne presidente quando James A. Garfield fu assassinato. Non fu scelto per concorrere alle elezioni successive.
5. Theodore Roosevelt divenne presidente quando William McKinley fu assassinato e poi fu eletto.
6. Calvin Coolidge divenne presidente quando Warren G. Harding morì e poi fu eletto.
7. Harry S. Truman divenne presidente quando Franklin Delano Roosevelt morì e poi fu eletto.
8. Lyndon B. Johnson divenne presidente quando John Fitzgerald Kennedy fu assassinato e poi fu eletto.
9. Gerald Ford divenne presidente quando Richard Nixon si dimise e poi si candidò alle elezioni successive senza vincerle.

### Eletti presidenti subito dopo i mandati di vicepresidenti
1. John Adams (1789–1797) fu eletto presidente nel 1796.
2. Thomas Jefferson (1797–1801) fu eletto presidente nel 1800.
3. Martin Van Buren (1833–1837) fu eletto presidente nel 1836.
4. George H. W. Bush (1981–1989) fu eletto presidente nel 1988.

### Eletti presidenti più tardi dopo i mandati di vicepresidenti
1. Richard Nixon (1953–1961) fu eletto presidente nel 1968.
2. Joe Biden (2009–2017) fu eletto presidente nel 2020.

### Furono candidati per la presidenza prima delle scadenze dei mandati e sconfitti
1. John C. Breckinridge (1857–1861) fu candidato nell'elezione presidenziale del 1860 e fu sconfitto da Abraham Lincoln.
2. Richard Nixon (1953–1961) fu candidato nell'elezione presidenziale del 1960 e fu sconfitto da John Fitzgerald Kennedy.
3. Hubert Humphrey (1965–1969) fu candidato nell'elezione presidenziale del 1968 e fu sconfitto da Richard Nixon.
4. Al Gore (1993–2001) fu candidato nell'elezione presidenziale del 2000 e fu sconfitto da George W. Bush.
5. Kamala Harris (2021–2025) fu candidata nell'elezione presidenziale del 2024 e fu sconfitta da Donald Trump.

### Fu candidato per la presidenza dopo il mandato di vicepresidente e sconfitto
1. Walter Mondale (1977–1981) fu candidato nell'elezione presidenziale del 1984 e fu sconfitto da Ronald Reagan.

### Presidenti provvisori
1. George H. W. Bush, presidente provvisorio per Ronald Reagan il 13 luglio 1985.
2. Dick Cheney, presidente provvisorio per George W. Bush il 29 giugno 2002 e il 21 luglio 2007.
3. Kamala Harris, presidente provvisorio per Joe Biden il 19 novembre 2021.

Sono stati ufficialmente presidenti a causa dell'incapacità provvisoria del proprio presidente a svolgere le proprie funzioni grazie al 25º emendamento.

### In carica sotto un presidente di partito diverso
1. Andrew Johnson, Democratico, eletto vicepresidente per Abraham Lincoln, Repubblicano.